# Nizamuddin Shamzai
 (juin 2021).
Nizamuddin Shamzai, né le 12 juillet 1952 et mort assassiné le 30 mai 2004 à Karachi, était un érudit islamiste sunnite pakistanais, Cheikh al-Hadith de l'Université islamique Jamia Uloom-ul-Islamia (en),. 

## Biographie
Shamzai naît le 12 juillet 1952 dans une famille Dilazak du district de Swat et fait ses premières études dans sa ville natale. Dans les années 1960, il émigre à Karachi pour étudier à Jamia Darul Khair puis il s'inscrit au séminaire Jamia Farooqia. Au début des années 1990, il obtient son doctorat et devient diplômé de l'Université du Sind sous l'enseignement des professeurs de l'imam Bukhari dont l'un des membres est Saleemullah Khan.  
Shamzai passe environ vingt ans à enseigner à Jamia Farooqia et rejoint Jamia Uloom-ul-Islamia (en) où il devient Cheikh al-Hadith en 1997. 
Shamzai entretient alors des relations étroites avec Ben Laden et le mollah Omar. Il est membre de la délégation cléricale qui s'est rendue en Afghanistan pour une discussion sur la remise de Ben Laden en septembre 2001. Il est cependant le conseiller spirituel du mollah Umar et voyage dans le monde entier pour obtenir le soutien islamique des talibans. Il devient alors également le chef mufti de Jamia Uloom-ul-Islamia qui a écrit plusieurs livres sur le jihad puis émis des fatwas en faveur des talibans. 
Selon l'expert en contre-terrorisme Farhan Zahid, « les mouvements djihadistes au Pakistan demandaient la bénédiction de Shamzai pour lancer leurs tanzeemat (organisations) » ; il est présenté comme le maître à penser du djihadisme pakistanais et l'inspirateur de chefs comme Qari Saifullah Akhtar (en), du groupe Harkat-ul-Jihad-al-Islami, tué en 2017. 
Shamzai est abattu le 31 mars 2004 à Karachi. En septembre 2015, un rapport de L'Express Tribune affirme que le meurtrier présumé de Shamzai a été arrêté par la police de Karachi.

### Prises de position
Shamzai condamne les attentats du 11 septembre 2001 car ils ont occasionné la mort d'innocentsmais il convainc le mollah Umar de s'attaquer aux États-Unis et, peu après le 11 septembre, il émet une fatwa permettant le « jihad défensif » contre les forces américaines envahissant l'Afghanistan,.